# Gregg Hansford
Gregg Hansford, född 8 april 1952 i Brisbane, död 5 mars 1995 på Phillip Island, var en australisk roadracing- och racerförare. 
Hansford började tävla på motorcykel 1971. Han debuterade i Roadracing-VM 1978 för Kawasaki. Han deltog i klasserna 250cc och 350cc. Första Grand Prix-segern kom i Spanien i 250-klassen. Strax därefter kom första segern i 350-klassen i Frankrike. Hansford blev tvåa i 250-VM, endast 6 poäng bakom Kawasakikollegan Kork Ballington. I 350-VM kom Hansford trea. Hansford kom på samma slutplaceringar Roadracing-VM 1979. 1981 körde Hansford 500cc. Han skadade sig illa i en krasch på Imolabanan. Han kom tillbaka till Belgiens Grand Prix på Spa-Francorchamps, skadade sig illa igen och slutade tävla i roadracing. Han vann 10 Grand Prix under sin korta karriär, fyra i 250cc och sex i 350cc.
1982 inledde istället Hansford sin tävlingskarriär i bilsport i Australien. Han körde touringcar och endurancetävlingar. den 5 mars 1995 omkom Gregg Hansford i en olycka vid tävling på Phillip Island Grand Prix Circuit.